# (322) Фео
(322) Фео (др.-греч. Φαιώ) — довольно крупный астероид главного пояса, принадлежащий к спектральному классу X. Он был открыт 27 ноября 1891 года французским астрономом Альфонсом Борелли в Марсельской обсерватории и назван в честь Фео, одной из гиад древнегреческой мифологии.

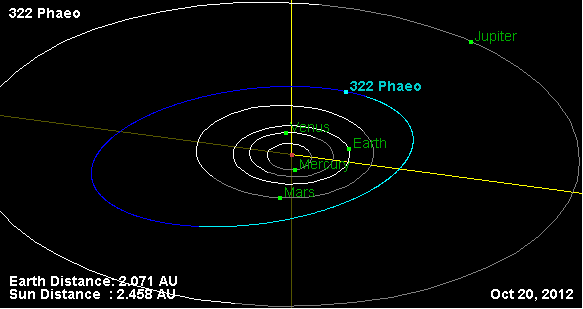
Орбита астероида Фео и его положение в Солнечной системе

Некоторые другие астероиды также названы в честь гиад, например, (106) Диона, (158) Коронида, (217) Эвдора и (308) Поликсо.